# Picogen
Picogen est un logiciel gratuit de création et de rendu de paysage, basé sur la technique du lancer de rayon, développé par Sebastian Mach. Il a pour objectif de rendre des terrains à grande échelle avec un éclairage réaliste et une végétation détaillée,.

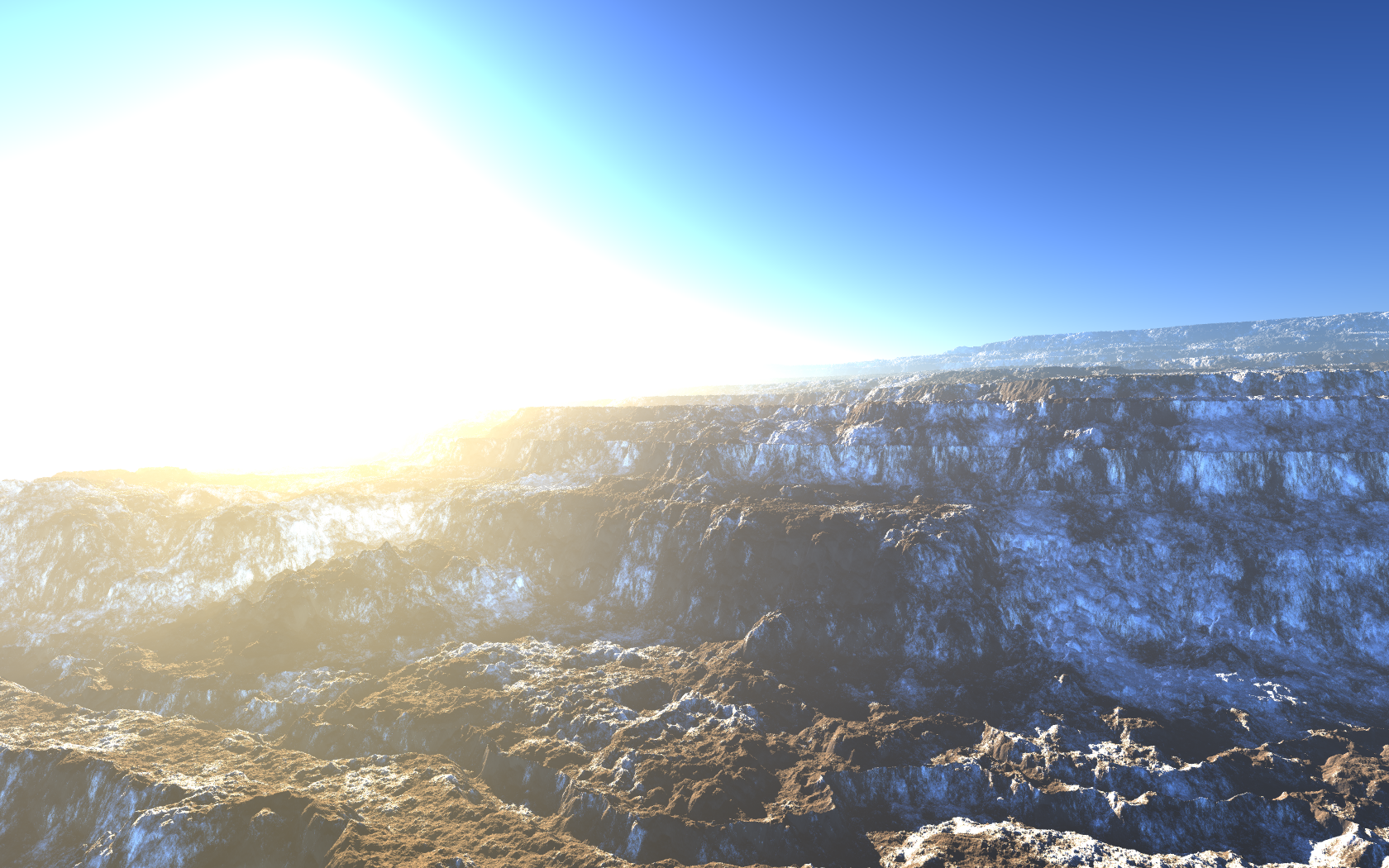
Un exemple de paysage rendu avec Picogen.